# Жовтозілля звичайне
Жовтозілля звичайне, дідик звичайний (Senecio vulgaris L.)  — вид трав'янистих рослин роду жовтозілля (Senecio) родини складноцвітих (Compositae) або айстрових (Asteraceae). Народна назва — кульбаба.

## Загальна біоморфологічна характеристика

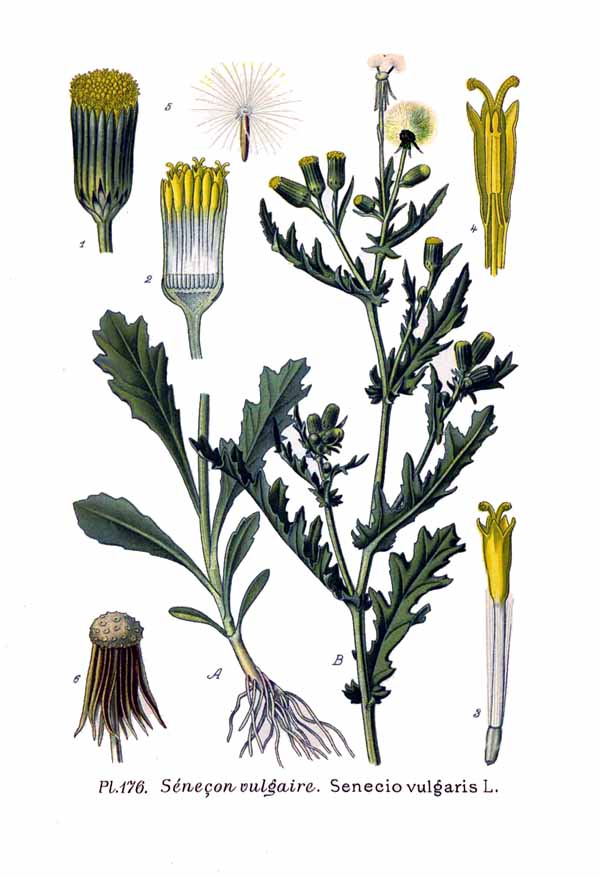
Ілюстрація Senecio vulgaris в «Atlas des plantes de France» («Атлас рослин Франції»). 1891

Листя жовтозілля звичайного

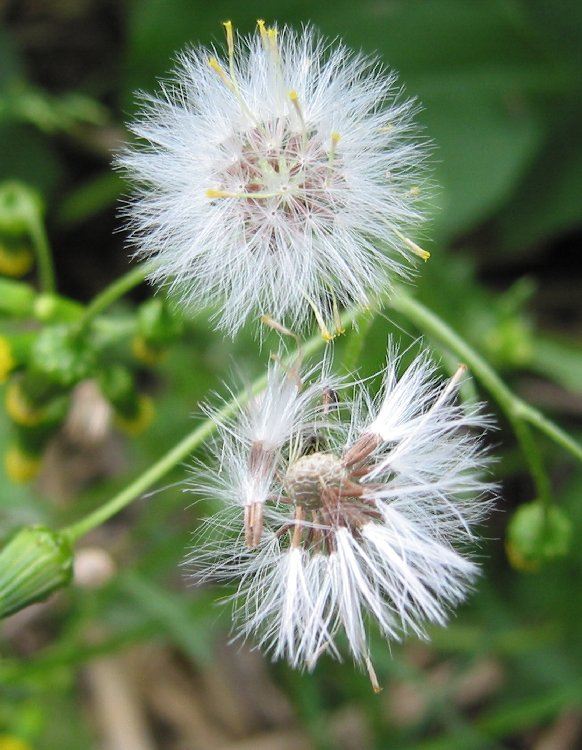
Сім'янки жовтозілля звичайного

Однорічна або дворічна трав'яниста рослина, 15-30 см заввишки з ребристими поодинокими або розгалуженими стеблами. Листя голі або павутинисто-шерстисті, перисто-роздільні, з нерівномірно-зубчастими частками. Кошики дрібні, циліндричні, в щиткоподібних волотях; обгортка подвійна, зовнішніх листочків 8-10, коротше внутрішніх, на верхівці чорні; квіти жовті, всі трубчасті. Тичинок 5, зрощені пиляками в трубочку, через яку проходить стовпчик. Зав'язь нижня одногніздова. Плоди — довгасті, веретеноподібні, ребристі, запушені сім'янки з чубком з брудно-білих волосків. Цвіте з квітня до вересня. Плоди дозрівають у травні-вересні.

## Екологія
Росте вздовж доріг, біля житла, на полях, городах, звалищах, рідше — по берегах річок. Бур'ян.

## Поширення
Євразійський неморальний вид.
Ареал:
- Африка
  - Макаронезія: Канарські острови
  - Північна Африка: Алжир; Єгипет; Лівія; Марокко; Туніс
- Азія
  - Західна Азія: Афганістан; Єгипет — Синайський півострів; Іран; Ірак; Ізраїль; Ліван; Сирія; Туреччина
  - Кавказ: Вірменія; Азербайджан; Грузія;
  - Російська Федерація: Передкавказзя, Західний і Східний Сибір, Далекий Схід
  - Китай: Гуйчжоу, Цзілінь, Ляонін, Внутрішня Монголія, Сичуань, Тибетський автономний район, Юньнань
  - Східна Азія: Корея
  - Індійський субконтинент: Індія — Ассам, Джамму і Кашмір, Таміл Наду
- Європа
  - Північна Європа: Данія; Фарерські острови; Фінляндія; Ісландія; Ірландія; Норвегія; Швеція; Велика Британія
  - Середня Європа: Австрія; Бельгія; Чехія; Німеччина; Угорщина; Нідерланди; Словаччина; Швейцарія
  - Східна Європа: Білорусь; Естонія; Латвія; Литва; Молдова; Російська Федерація — Європейська частина; Україна включно з Кримом
  - Південно-Східна Європа: Албанія; Боснія і Герцеговина; Болгарія; Хорватія; Греція; Італія; Північна Македонія; Чорногорія; Румунія; Сербія; Словенія
  - Південно-Західна Європа: Франція; Португалія; Іспанія

Інтродукований майже по всій Африці, Австралії, Північній і на сході Південної Америки, в Японії (острів Хонсю), на Тайвані.

## Хімічний склад
Лікарська рослина. Містить аскорбінову кислоту, каротин (у листках — 54—61 мг%), дубильні речовини, хінони, флавоноїди, алкалоїди (у листках — 0,49-3,5 %; стеблах — 0,2-1,2 %; квітках — близько 3 %): сенецифіллін, сенеціонін, інтегерімін, платифілін, сарацин, ретрорсин, рутин, барвник, інулін та мінеральні солі.

## Практичне використання
У практиці народної медицини його лікарський настій надземної частини застосовується як засіб, який може регулювати менструації та при істеричних судомах. Препарати, виготовлені з сировини рослини використовуються при запаленні дванадцятипалої кишки та товстої кишки, жовчного міхура і шлунку, при гострих кишкових та шлункових спазмах, гіперацидному гастриті, маткових і різних внутрішніх кровотечах, при бронхіальній астмі й стенокардії. У малих дозах жовтозілля збуджує, а у великих пригнічує центральну нервову систему, його дія подібна до дії атропіну.
Сік — дієвий засіб при істеричних судомах, від глистів та при кашлі. Змельчене листя має розсмоктувальну і пом'якшувальну дію. Їх прикладають до наривів, при затвердіннях молочних залоз, гемороїдальних шишок і при фурункулах. У німецькій народній медицині рослину вживали при анемії, тахікардії, циститі.
Рослина неофіцинальна. Отруйна.